# Determinism
Determinism är en världsåskådning eller ståndpunkt som i första hand behandlas i filosofin, vilken innebär att allt som sker bestäms av tidigare orsaker eller villkor.

## Filosofi
Människans vilja är orsaksbestämd på samma sätt som naturen är orsaksbestämd, menar determinismen. I frågan om den fria viljans existens finns två deterministiska ståndpunkter. Hård determinism, liksom fatalism, menar att den fria viljan är en illusion, eftersom vi i varje given situation inte kunde ha handlat på ett annat sätt än vi gjorde. 
Hård determinism postulerar alltså en bestämd framtid, vilket betyder att framtiden har en viss bestämd existens, teoretiskt sett. Kompatibilismen (där bland annat så kallad mjuk determinism ingår) menar att framtiden är ett begrepp som inte existerar på samma strängt orsaksbestämda sätt. Ur detta följer det att framtiden i vissa delar är obestämd och att valmöjligheterna, alltså den fria förmågan att handla, kan jämföras med en indeterministisk världsbild. Huvudbetydelsen av kompatibilism är dock att determinismen är utgångspunkten, men att det kan finnas bestämda orsaker (preferenser) som kan leda till olika verkningar. Determinismen är, ur detta sätt att se det, förenlig med den fria viljan. Människans frihet är en fråga om grader.

## Deterministiskt system
Ett system kallas deterministiskt om man med god noggrannhet kan förutsäga dess framtida uppträdande endast med hjälp av en uppsättning kända parametrar. Det kan gälla fysikaliska såväl som biologiska eller ekonomiska system. Ett exempel är projektilbanor. Om man har kunskap om utgångshastighet, utgångsriktning och vind kan man med god noggrannhet förutsäga vilken bana en projektil kommer att följa. 
De flesta i verkligheten förekommande deterministiska system har en tendens att spåra ur med tiden, det vill säga resultatet avviker mer och mer från förutsägelsen. Det beror på att det alltid finns en viss osäkerhet i mätnoggrannheten, för utgångstillståndet, sambanden inom systemet samt ett antal okända eller felbedömda faktorer som också påverkar systemet.
För att få bukt med detta har man i många tekniska system infört återkoppling istället för att på deterministisk grund tillämpa öppen styrning.